# Hildebrand de Hemptinne
Pour les autres membres de la famille, voir Famille de Hemptinne.
Hildebrand de Hemptinne, né Félix de Hemptinne le 10 juin 1849 à Gand (Belgique) et mort le 13 août 1913 à l'abbaye de Beuron (Allemagne), est un moine bénédictin et prêtre belge, abbé de Maredsous et premier abbé-primat de la confédération bénédictine voulue par Léon XIII.

## Biographie
Félix de Hemptinne, fils du comte Joseph de Hemptinne (1822-1909), industriel du textile à Gand et ultramontain, s'engage à seize ans chez les zouaves pontificaux de Pie IX. 
Revenu en Belgique il entre comme novice à l'abbaye de Beuron où il prononce ses vœux et prend le nom religieux de Hildebrand, le jour de l'Assomption, le 15 août 1870. Il est ordonné prêtre deux ans plus tard. Sa sœur Agnès sera la fondatrice de l'abbaye de Maredret sous le nom Cécile (née à Gand le 13 avril 1870, décédée à Sosoye 23 mai 1948).
Il devient abbé de l'abbaye de Maredsous en 1890 (jusqu'en 1909) et trois ans plus tard est nommé premier abbé-primat de la nouvelle confédération bénédictine formée selon les désirs pressants du pape Léon XIII. Prenant résidence à Rome il est le fondateur effectif, en 1886, du collège Saint-Anselme, où il réside. 
En 1890, il met en chantier, sur le mont Aventin, la construction des nouveaux bâtiments et de l'église du collège Saint-Anselme. Il est secondé par Fidelis von Stotzingen. En 1897, Léon XIII confiant le Collège pontifical grec à l'Ordre bénédictin, Hildebrand de Hemptinne en devient effectivement le directeur. 
Sentant sa fin proche, il fait nommer Fidelis von Stotzingen comme coadjuteur et décède trois mois plus tard, le 13 août 1913 à Beuron, où il s'était retiré.